# 罗庄城遗址
罗庄城遗址，位于江苏省连云港市东海县，是中华人民共和国江苏省文物保护单位之一。
2011年12月30日，授予江苏省文物保护单位，是一座古遗址。